# 1098.
◄ | 10. stoljeće | 11. stoljeće | 12. stoljeće | ►
◄ | 1060-ih | 1070-ih | 1080-ih | 1090-ih | 1100-ih | 1110-ih | 1120-ih | ►
◄◄ | ◄ | 1095. | 1096. | 1097. | 1098. | 1099. | 1100. | 1101. | ► | ►►
Arhitektura • Astronomija • Knjige • Književnost • Kršćanstvo • Medicina • Pravo • Promet • Znanost

## Događaji
- Križari osvajaju Antiohiju.

## Vanjske poveznice
|  | Zajednički poslužitelj ima još gradiva o temi 1098. |